# 기원전 34세기
기원전 34세기는 기원전 3400년부터 기원전 3301년까지를 말한다.

## 사건
- 이집트 나카다 문화의 llla2 단계 시작
- 메소포타미아의 우루크 시대 말엽에 쐐기 문자의 초기 형태가 등장함.
- 아일랜드의 애시레이파크 묘지에 어린아이가 묻힘.

## 출생
- 에녹

## 년도와 년대
| 기원전 3400년대 | 전3409 | 전3408 | 전3407 | 전3406 | 전3405 | 전3404 | 전3403 | 전3402 | 전3401 | 전3400 |
| 기원전 3390년대 | 전3399 | 전3398 | 전3397 | 전3396 | 전3395 | 전3394 | 전3393 | 전3392 | 전3391 | 전3390 |
| 기원전 3380년대 | 전3389 | 전3388 | 전3387 | 전3386 | 전3385 | 전3384 | 전3383 | 전3382 | 전3381 | 전3380 |
| 기원전 3370년대 | 전3379 | 전3378 | 전3377 | 전3376 | 전3375 | 전3374 | 전3373 | 전3372 | 전3371 | 전3370 |
| 기원전 3360년대 | 전3369 | 전3368 | 전3367 | 전3366 | 전3365 | 전3364 | 전3363 | 전3362 | 전3361 | 전3360 |
| 기원전 3350년대 | 전3359 | 전3358 | 전3357 | 전3356 | 전3355 | 전3354 | 전3353 | 전3352 | 전3351 | 전3350 |
| 기원전 3340년대 | 전3349 | 전3348 | 전3347 | 전3346 | 전3345 | 전3344 | 전3343 | 전3342 | 전3341 | 전3340 |
| 기원전 3330년대 | 전3339 | 전3338 | 전3337 | 전3336 | 전3335 | 전3334 | 전3333 | 전3332 | 전3331 | 전3330 |
| 기원전 3320년대 | 전3329 | 전3328 | 전3327 | 전3326 | 전3325 | 전3324 | 전3323 | 전3322 | 전3321 | 전3320 |
| 기원전 3310년대 | 전3319 | 전3318 | 전3317 | 전3316 | 전3315 | 전3314 | 전3313 | 전3312 | 전3311 | 전3310 |
| 기원전 3300년대 | 전3309 | 전3308 | 전3307 | 전3306 | 전3305 | 전3304 | 전3303 | 전3302 | 전3301 | 전3300 |
| 기원전 3290년대 | 전3299 | 전3298 | 전3297 | 전3296 | 전3295 | 전3294 | 전3293 | 전3292 | 전3291 | 전3290 |